# تصنيف إنجل
اقترح جيروم إنجل مخططا لتصنيف نتائج عمليات جراحة الصرع، وسُمي مقياس إنجل لنتائج جراحة الصرع، والذي أصبح المعيار الفعلي للتبليغ عن النتائج في الأدبيات الطبية:
- الفئة الأولى: خالية من نوبات الصرع
- الفئة الثانية: نوبات إعاقة نادرة ("شبه خالية من النوبات")
- الفئة الثالثة: تحسن مفيد
- الفئة الرابعة: بدون تحسن مفيد